# Архиепархия Ла-Серены
Архиепархия Ла-Серены (лат. Archidioecesis Serenensis) — архиепархия Римско-Католической церкви с центром в городе Ла-Серена, Чили. Архиепархия Ла-Серены распространяет свою юрисдикцию на территорию провинций Эльки, Лимари и область Кокимбо. В митрополию Ла-Серены входят епархия Копьяпо и территориальная прелатура Ильяпеля. Кафедральным собором архиепархии Ла-Серены является церковь Пресвятой Девы Марии.

## История
1 июля 1840 года Римский папа Григорий XVI выпустил буллу «Ad Apostolicae Fastigium», которой учредил епархию Ла-Серены, выделив её из aрхепархии Сантьяго-де-Чили. В этот же день епархия Ла-Серены вошла в митрополию Сантьяго-де-Чили.
20 мая 1939 года Римский папа Пий XII издал буллу «Quo provinciarum», которой возвёл епархию Ла-Серены в ранг архиепархии.
30 апреля 1960 года архиепархия Ла-Серены передала часть своей территории для возведения новой территориальной прелатуры Ильяпеля.

## Ординарии архиепархии
- епископ José Agustín de la Sierra Mercado (1842—1851);
- епископ Justo Donoso Vivanco (1853—1868);
- епископ José Manuel Orrego Pizarro (1868—1887);
- епископ Florencio Eduardo Fontecilla Sánchez (1890—1909);
- епископ Ramón Angel Jara Ruz (1909—1917);
- епископ Carlos Silva Cotapos (1918—1925);
- епископ José María Caro Rodríguez (1925—1939);
- архиепископ Хосе Мария Каро Родригес (1939);
- архиепископ Juan Subercaseaux Errázuriz (1940—1942);
- архиепископ Alfredo Cifuentes Gómez (1943—1967);
- архиепископ Хуан Франсиско Фресно Ларраин (1967—1983);
- архиепископ Bernardino Piñera Carvallo (1983—1990);
- архиепископ Francisco José Cox Huneeus (1990—1997);
- архиепископ Manuel Gerardo Donoso Donoso (1997—2013);
- архиепископ René Osvaldo Rebolledo Salinas (14.12.2013 — по настоящее время).

## Статистика
На конец 2004 года из 521 529 человек, проживающих на территории епархии, католиками являлись 428 702 человека, что соответствует 82,2 % от общего числа населения епархии.
| год  | население | население | население | священники | священники        | священники         | священники                           | постоянные диаконы | монахи  | монахи  | приходы |
| год  | католики  | всего     | %         | всего      | белое духовенство | черное духовенство | число католиков на одного священника | постоянные диаконы | мужчины | женщины | приходы |
| ---- | --------- | --------- | --------- | ---------- | ----------------- | ------------------ | ------------------------------------ | ------------------ | ------- | ------- | ------- |
| 1950 | 232.750   | 245.609   | 94,8      | 86         | 38                | 48                 | 2.706                                |                    | 57      | 127     | 27      |
| 1966 | 221.025   | 245.584   | 90,0      | 69         | 25                | 44                 | 3.203                                |                    | 47      | 65      | 25      |
| 1970 | ?         | 326.693   | ?         | 67         | 27                | 40                 | ?                                    |                    | 49      | 158     | 25      |
| 1976 | 295.156   | 322.975   | 91,4      | 60         | 23                | 37                 | 4.919                                | 3                  | 46      | 130     | 25      |
| 1980 | 272.800   | 340.800   | 80,0      | 53         | 22                | 31                 | 5.147                                | 4                  | 40      | 123     | 25      |
| 1990 | 301.703   | 402.271   | 75,0      | 62         | 31                | 31                 | 4.866                                | 10                 | 40      | 165     | 30      |
| 1999 | 313.335   | 391.919   | 79,9      | 67         | 32                | 35                 | 4.676                                | 49                 | 44      | 149     | 31      |
| 2000 | 284.517   | 492.275   | 57,8      | 67         | 31                | 36                 | 4.246                                | 49                 | 48      | 147     | 31      |
| 2001 | 364.283   | 492.275   | 74,0      | 64         | 29                | 35                 | 5.691                                | 52                 | 55      | 153     | 31      |
| 2002 | 350.000   | 499.753   | 70,0      | 73         | 34                | 39                 | 4.794                                | 53                 | 63      | 156     | 32      |
| 2003 | 425.567   | 521.529   | 81,6      | 65         | 32                | 33                 | 6.547                                | 51                 | 47      | 138     | 32      |
| 2004 | 428.702   | 521.529   | 82,2      | 62         | 29                | 33                 | 6.914                                | 54                 | 46      | 142     | 33      |

## Источник
- Annuario Pontificio, Libreria Editrice Vaticana, Città del Vaticano, 2003, ISBN 88-209-7422-3
- Булла Quo provinciarum Архивная копия от 27 марта 2010 на Wayback Machine, AAS 31 (1939), стр. 338  (лат.)
- Булла Ad apostolicae potestatis, Raffaele de Martinis, Iuris pontificii de propaganda fide. Pars prima, Tomo V, Romae 1893, стр. 243  (лат.)